# Karl Ernst Siegmund von Wallersbrunn
Karl Ernst Siegmund von Wallersbrunn (auch: Wallbrunn, * 6. September 1749 auf Gaben in Böhmen; † 27. Februar 1821 in Insterburg) war preußischer Generalmajor und Kommandeur des Dragoner-Regiments Nr. 8 und zuletzt des 2. Westpreußischen Dragoner-Regiments.

## Leben

### Herkunft
Er entstammt einem alten schlesischen Geschlecht. Sein Vater war Hauptmann in österreichischen Diensten, ein Verwandter aber war 1770 Kammerherr bei König Friedrich II.

### Werdegang
Er kam 1764 als Junker in das Dragoner-Regiment Nr. 8. Dort wurde er am 4. September 1766 Fähnrich und am 20. August 1770 Seconde-Lieutenant. Als solcher nahm er am Bayerischen Erbfolgekrieg teil. Am 4. November 1782 wurde er Premier-Lieutenant, am 24. September 1788 Stabshauptmann, am 17. Juni 1790 Major und am 21. Januar 1792 wurde er zum Eskadronschef ernannt. So kämpfte er dann 1794/95 beim Feldzug in Polen. Am 15. Juli 1798 stieg er zum Oberstleutnant auf und am 29. Mai 1800 wurde er Oberst. Im Vorfeld des Vierten Koalitionskrieges wurde er am 29. Oktober 1805 zum Kommandeur des Dragoner-Regiments Nr. 8, als solcher nahm er auch am Krieg teil. Nach dem Krieg wurde er bei der Neuorganisation der Armee im Jahre 1807 zum Kommandeur des 2. Westpreußischen Dragoner-Regiments, zudem wurde er am 19. Juni 1807 zum Generalmajor befördert. Aber auf Grund seiner schwachen Gesundheit erhielt er am 4. Oktober 1808 seine Demission und dazu eine Pension von 800 Talern. Er starb am 27. Februar 1821 in Insterburg.
In einer Beurteilung über den damaligen Oberst aus dem Jahr 1804 heißt es: Ein sehr activer Officier, der mit viel Lust dienst, hat sich practische Dienst Kenntnisse erworben und sich nebenbei sehr durch Lectüre gebildet. Er reitet sehr gut und wird ein guter Commandeur werden, weil er Tätigkeit, verbunden mit allen zu diesem Posten erforderlichen Kenntnissen besitzt.

### Familie
Er heiratete am 4. Januar 1787 auf Langraben die Gräfin Friederike Luise Charlotte von Egloffstein (8. Oktober 1767; † 20. Oktober 1847). Das Paar hatte eine Tochter: Friederike Ottilie (* 19. März 1801; † 25. September 1881) verheiratet seit 1827 mit August Wilhelm Karl von Tettau (* 24. September 1800; † 21. Januar 1871).